# اللقاء الأخير (فلم)
اللقاء الأخير  فيلم دراما مصري من إخراج وسيناريو وحوار السيد زيادة عام 1953، عن قصة شقيقه المخرج والمنتج محروس زيادة. الفيلم من بطولة بدرية رأفت  في آخر أدوارها في السينما  واشترك معها في البطولة عماد حمدي، محسن سرحان، زهرة العلا ومحمود المليجي. تدور الأحداث حول فتاة تهرب من أسرتها بسبب اعتراض الأب على الزواج ممن تحب، وتقوم بالزواج من حبيبها سرًا الذي يفقد في حادث، وتظن أنه قد لقى حتفه، وبعد أن تكتشف حملها من زوجها، تترك الطفل بعد الولادة في رعاية ممرضة وتسافر إلى أوروبا، في الوقت نفسه يعود الزوج وهو فاقد الذاكرة.
صدر الفيلم إلى دور العرض المصرية في أول يونيو 1953.
منح موقع قاعدة بيانات الأفلام على الإنترنت (IMDB) الفيلم درجة 5.3/ 10.
منح موقع قاعدة بيانات الأفلام العربية «السينما.كوم» الفيلم درجة 5.1/ 10.

## طاقم التمثيل
- بدرية رأفت في دور نادية حسنين
- عماد حمدي في دور الدكتور نبيل (الطبيب المعالج لنادية)
- محسن سرحان في دور عزت (زوج نادية)
- زهرة العلا في دور زهرة (الممرضة)
- محمود المليجي في دور حسنين (والد نادية)
- فردوس محمد في دور زينب (عمة نادية)
- زينات صدقي في دور عاملة في المستشفى
- عمر الجيزاوي في دور عويس (التمرجي)
- هند رستم في دور ممرض
- محمد كامل في دور محمد
- علي عبد العال في دور مريض بالمصحة

بالاشتراك مع: سيد سليمان، لطفي عبد الحميد، محمود الرشيدي، إبراهيم سامي، عبد المنعم سعودي، نادية الشناوي (الطفلة)، جلال صادق (غناء)، كيتي (رقص)، زينات علوي (رقص).

## أغاني الفيلم
درية أحمد: أغنية (يا قلبي غني)
جلال صادق: أغنية (يارب)
عمر الجيزاوي: أغنية (يا زهرة في خيالي)
موسيقى الرقصات وألحان الأغاني: فريد الأطرش - محمد إحسان - إبراهيم حسين - عمر الجيزاوي
كلمات الاغاني: أحمد منصور 

## أحداث الفيلم
تدور أحداث الفيلم حول نادية (بدرية رأفت) التي تحب عزت (محسن سرحان) على غير رغبة والدها حسنين (محمود المليجي)، وتتزوجه سراً.تصل إشاعة خاطئة بوفاة الحبيب في انفجار بآثار الأقصر، وتصاب نادية بصدمة شديدة ويعالجها من الصدمة الدكتور نبيل (عماد حمدي) والممرضة زهرة (زهرة العلا). يقع الدكتور نبيل في حبها، لكنها لا تبادله الحب، وتظل تعيش على ذكرى حبيبها الراحل. تكتشف نادية أنها حامل، فتسافر إلى الإسكندرية مع عمتها زينب (فردوس محمد) والممرضة زهرة وتختفي عن أعين والدها والدكتور نبيل حتى تلد. تترك نادية مولودتها «سلوى» للممرضة زهرة مسؤولية تربيتها مقابل راتب شهري. تمر أربع سنوات، وتسافر نادية مع والدها وعمتها إلى أوروبا لقضاء الصيف هناك، وفي هذه الفترة تذهب الممرضة زهرة ومعها الطفلة لزيارة رئيسها القديم، الدكتور نبيل، وزملائها في المستشفى. تكتشف زهرة بالصدفة وجود والد الطفلة «عزت» فاقد الذاكرة ومقيم في نفس المستشفى منذ أربع سنوات، فتسارع بإرسال خطاب إلى نادية في أوروبا لتبلغها أن حبيبها لم يمت، فتلقى زهرة مصرعها أسفل عجلات سيارة أمام باب المستشفى قبل أن ترسل الخطاب. تعود نادية مع ابوها وعمتها من أوروبا، وتصاب بالصدمة من خبر وفاة زهرة وعدم معرفة مصير طفلتها، حتى تعرف عمتها بالصدفة من الدكتور نبيل إنه ينوى إيداع ابنة زهرة في ملجأ أيتام صباح اليوم التالي. تتسلل نادية سرًا إلى المستشفى ليلا كي تنقذ ابنتها قبل إيداعها الملجأ، إلا أنها تسقط في قبضة الممرضين وتضطر إلى أن تعترف للدكتور نبيل بالحقيقة حتى يطلع الصباح. توافق أخيراً على زواجها منه بعد أن يتعهد لها بحسن رعاية إبنتها، وفي نفس هذه اللحظة، حينما كانت الطفلة تلعب كالعادة في حديقة المستشفى مع والدها الحقيقي الذي لا تعرفه، وفجأة، يرى عزت قطعة خشبية كبيرة سوف تسقط على رأس الطفلة، فيفتديها بنفسه، وتسقط على رأسه، فتعيد له ذاكرته المفقودة، ويسعد بزوجته وطفلته.

## وصلات خارجية
| - اللقاء الأخير على موقع IMDb (الإنجليزية) - اللقاء الأخير على موقع قاعدة بيانات الأفلام العربية - اللقاء الأخير على موقع قاعدة بيانات الفيلم (الإنجليزية) - اللقاء الأخير على موقع ليتربوكسد (الإنجليزية) - اللقاء الأخير على موقع الدهليز - اللقاء الأخير على موقع كاروهات | - اللقاء الأخير (فيلم) على موقع letterboxd - اللقاء الأخير (فيلم) على موقع themoviedb - اغنية يارب على يوتيوب - من فيلم اللقاء الأخير - رقص 1 على يوتيوب - اغنية يا قلبي غني على يوتيوب |